# Villardá (Río)
Villardá (llamada oficialmente Santa María de Vilardá) es una parroquia y un lugar del municipio español de Río, en la provincia de Orense, Galicia.

## Toponimia
La parroquia también es conocida por el nombre de Santa María de Villardá.

## Organización territorial
La parroquia está formada por seis entidades de población:
- A Cruz
- Cambela
- Castiñeiro
- Santa Cruz
- Toutelle
- Vilardá

## Demografía

### Parroquia
| Gráfica de evolución demográfica de Villardá (parroquia) entre 2000 y 2023 |
|                                                                            |
| Datos según el nomenclátor publicado por el INE.                           |

### Lugar
| Gráfica de evolución demográfica de Vilardá (lugar) entre 2000 y 2023 |
|                                                                       |
| Datos según el nomenclátor publicado por el INE.                      |